# Leonardo Soledispa
Leonardo Javier Soledispa Cortés (Guayaquil, 15 gennaio 1983) è un ex calciatore ecuadoriano, di ruolo centrocampista.